# Gustaf Lohreman
Gustaf Lohreman, född den 12 september 1640 i Uppsala, död den 4 maj 1694 i Stockholm, var en svensk läkare, far till Gustaf Lohreman den yngre.
Lohreman härstammade från en württembergsk adelssläkt. Under sin studietid vid Uppsala universitet sändes han 
1664, efter att samma år ha utgivit en disputation om Horticultura nova upsaliensis, med offentligt understöd till Holland för att anskaffa frön och växter för den botaniska trädgård, som hans svåger, Olof Rudbeck den äldre, anlagt i Uppsala. Under nya resor i utlandet, varvid han särskilt uppmärksammade handelsförhållandena, promoverades han 1666 i Leiden till medicine doktor efter en avhandling De hydrocephalo. År 1672 blev han medlem av Collegium medicorum och 1675 amiralitetsmedikus. Han följde sedan Karl XI i skånska kriget som livmedikus och blev 1677 stadsfysikus i Stockholm. År 1689 erhöll han svenskt adelskap med namnet Lohreman (han hette förut Lohrman). År 1691 utnämndes han till arkiater och preses i Collegium medicorum. Lohreman inlade, vid sidan av Urban Hjärne, en viss förtjänst om läkarvetenskapens förkovran i Sverige.